# Andorski Związek Narciarski
Andorski Związek Narciarski (hiszp. Federació Andorrana d'Esqui) - andorskie stowarzyszenie kultury fizycznej pełniące rolę andorskiej federacji narodowej w biegach narciarskich, kombinacji norweskiej, narciarstwie alpejskim, narciarstwie dowolnym i snowboardzie.
Związek jest członkiem Międzynarodowej Federacji Narciarskiej (FIS). Do jego celów statutowych związku należy promowanie, organizowanie i rozwój narciarstwa w Andorze m.in. poprzez szkolenia zawodników i instruktorów i organizację zawodów.